# John Franken
John Franken (24 febbraio 1955) è un ex cestista olandese.

## Carriera
Con i Paesi Bassi ha disputato i Campionati europei del 1985.